# Alejandra Procuna
Alejandra Procuna (ur. 14 sierpnia 1969 w Meksyku) – meksykańska aktorka.

## Wybrana filmografia
- 1995-1996: Maria z przedmieścia jako Brenda Ramos del Real
- 1999: Nigdy cię nie zapomnę jako Mara Montalbán
- 2010: Kobieta ze stali jako Brenda Castaño Lagunes
- 2013-2014: Za głosem serca jako Dominga García
- 2016: Corazón que miente jako Elena Solís Saldívar